# L'Illustre Gaudissart
L’Illustre Gaudissart est un roman d’Honoré de Balzac, paru d’abord en 1833 dans sa version originale, puis raccourci et intégré en 1843 au tome VI de La Comédie humaine, dans le sous-ensemble des Parisiens en province, associé à La Muse du département. 
Ce récit en forme de pamphlet drolatique force un peu le trait sur un personnage censé représenter l’homme de la monarchie de Juillet. Félix Gaudissart est suractif, il séduit, il est efficace, comme cette société moderne sur laquelle Balzac ironise souvent, dont il déplore le matérialisme frénétique et qui produit pour produire sans connaître le but de son agitation. Gaudissart sait tout, est allé partout, connaît tout, mais il ne comprend pas tout. Il n'a de talent que pour le commerce et la vente, comme on le voit à ses brillants débuts lorsqu'il sauve du désastre César Birotteau.
Balzac réussit ici à l’écrit ce que Daumier obtenait par le dessin : une caricature d’un personnage capable de vendre n’importe quoi, mais qui se trouve confronté à plus malin que lui et qui, à force de vendre du vent, finira par en acheter lui-même. Un vieux vigneron tourangeau réussira à lui vendre du vin qu’il ne produit plus depuis longtemps.